# Панфили
Панфи́ли — село в Україні, у Бориспільському районі Київської області. Населення становить 1078 осіб. Село входить в склад Яготинської міської громади.
Село постраждало внаслідок геноциду українського народу, проведеного урядом СССР 1932—1933 та 1946—1947.

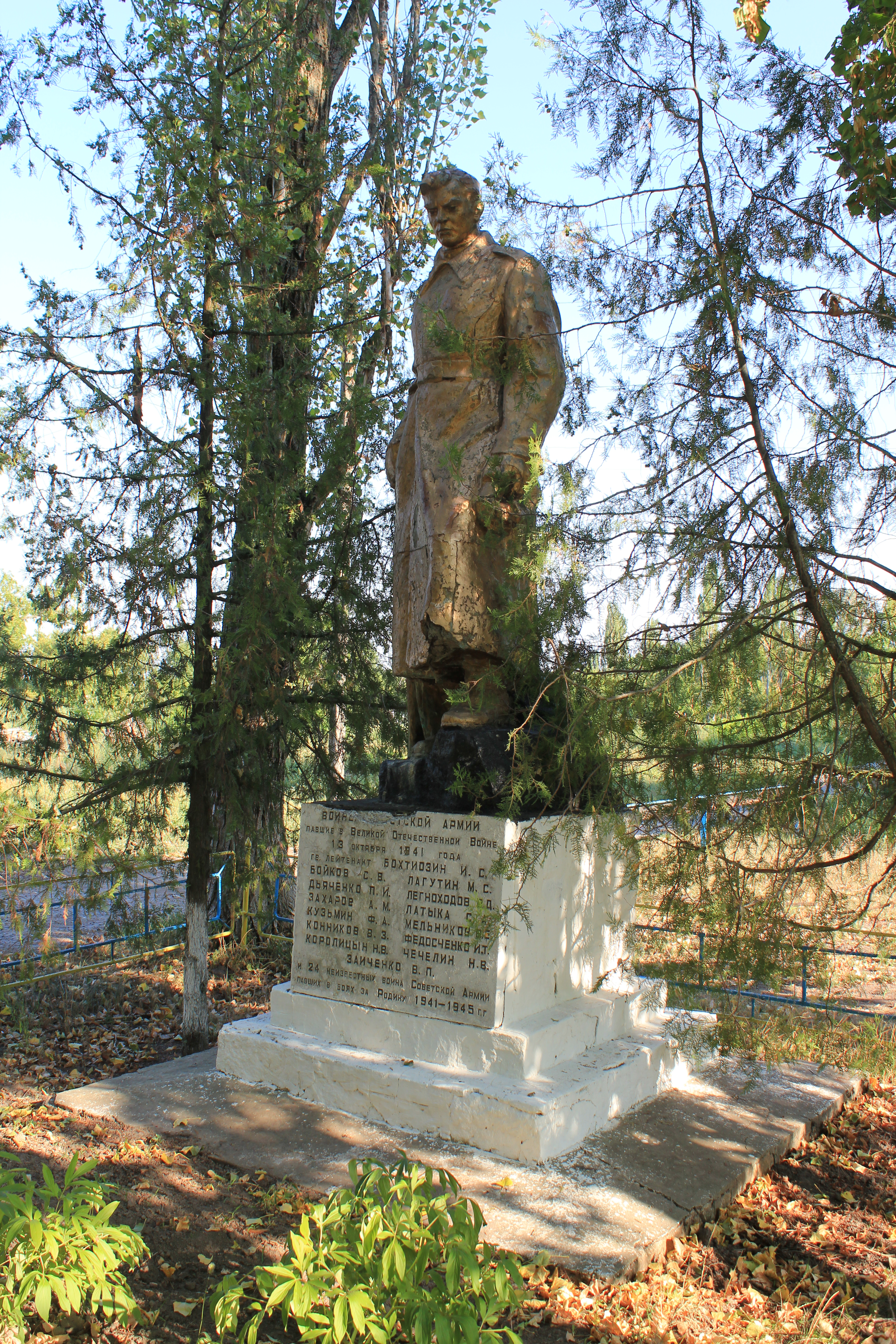
Братська могила воїнів Радянської Армії

## Історія
Засновано як станове козацьке село Переяславського полку Гетьманщини.
З 1756 у селі Миколаївська церква.
Село є на мапі 1800 року.
1859 - 212 дворів, 1000 жителів.
Село постраждало від колективізації та Голодомору — геноциду радянського уряду проти української нації. На початку 1930-х років входило до складу Переяславського району Харківської області. Під час колективізації близько 100 сімей було розкуркулено. До 1933 року у селі налічувалось 700 дворів, населення — 3500 осіб, після Голодомору залишилося 550 дворів. Від голоду за далеко не повними архівними даними, бо не фіксувались ті, про чию смерть не повідомили сільській раді рідні, та ті, хто помер у пошуках чогось їстівного в інших населених пунктах, загинули: протягом січня-грудня 1932 року 71 житель, січня-червня 1933 року 188 жителів і липня-грудня 1933 року 113 жителів села — всього 372 особи.
Жертви Голодомору поховані на сільському кладовищі, також були поховання (тих, що вимерли сім'ями) у дворах, на городах. Пам'ятний знак жертвам Голодомору (дубовий хрест) встановлено в 1993 році з ініціативи Заряди В. І.

## Населення

### Мова
Розподіл населення за рідною мовою за даними перепису 2001 року:
| Мова            | Кількість | Відсоток |
| --------------- | --------- | -------- |
| українська      | 1056      | 97.96%   |
| російська       | 21        | 1.95%    |
| інші/не вказали | 1         | 0.09%    |
| Усього          | 1078      | 100%     |

## Уродженці
- Арсеній Берло (1670-1744) — православний єпископ синодальної РПЦ, засновник Переяславського колегіуму.
- Іван Олексійович Гопкало (1894-1984) — живописець і графік, кераміст.